# 胡克陨石坑
胡克陨石坑（Hooke）是位于月球正面北半部的一座古撞击坑，约形成于39.2-38.5亿年前的酒海纪，其名称取自英国博物学家、发明家暨百科全书编纂者罗伯特·胡克(1635年-1703年)，1935年被国际天文学联合会批准接受。

## 描述

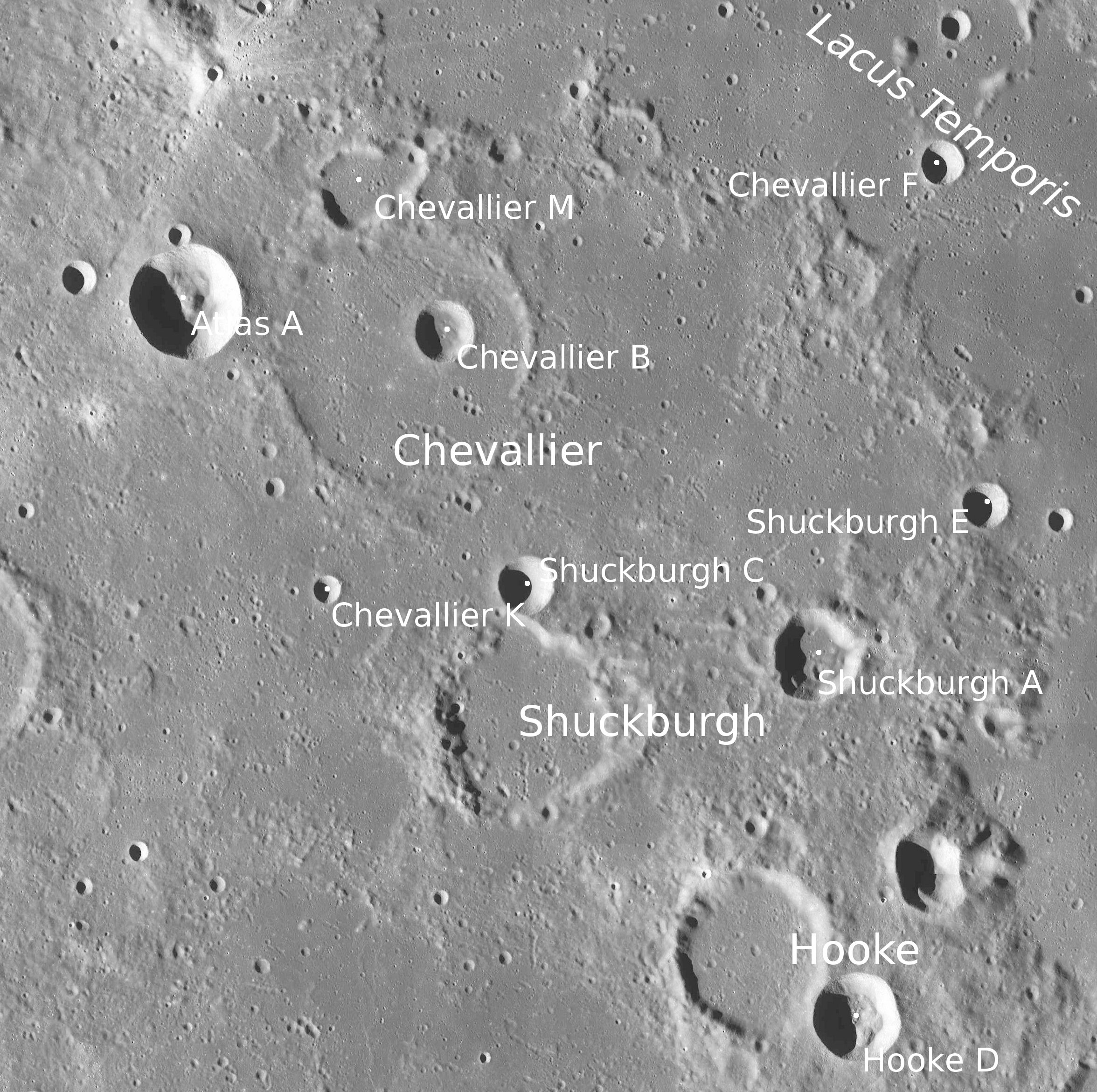
胡克陨石坑的周边，月球勘测轨道飞行器拍摄。

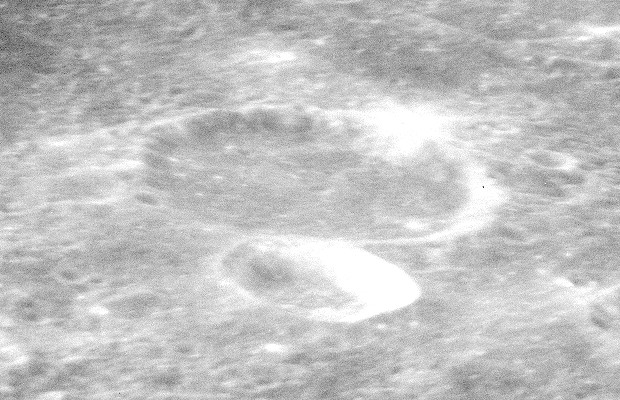
阿波罗16号拍摄的斜视图

该陨坑西侧坐落了刻普斯陨石坑、西北和东北分别毗邻沙克伯勒陨石坑和舒马赫环形山，巨大的穆萨拉环形山与年轻的杰米纽斯环形山位于它的东南偏东和南面，西南则横亘了富兰克林环形山及贝采利乌斯陨石坑，它的北面和西北则分别临近时令湖和更小的希望湖。
该陨坑中心月面坐标为41°08′N 54°52′E / 41.14°N 54.86°E，直径34.35公里，深约2.094公里。
胡克陨石坑外观轮廓呈圆形，带有一圈已磨损的低矮坑壁，东侧壁连接了小卫星坑"胡克 D"，北侧外坡上则覆盖了一座残迹坑。该陨坑内侧壁狭窄陡峭，坑壁最大高出周边地形970米，内部容积约为840.56公里3。坑内地表已被熔岩覆盖，表面较为平坦，没有其它的地貌特征。

## 卫星陨石坑
按惯例，靠近胡克陨石坑的卫星坑在月图上以字母标注在该坑中心点的旁边。

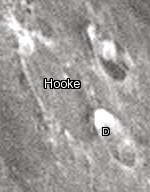
周边卫星坑图

| 胡克 | 纬度    | 经度    | 直径    |
| ---- | ------- | ------- | ------- |
| D    | 40.7° N | 55.8° E | 19 公里 |

## 另请参阅
- Andersson, L. E.; Whitaker, E. A. . NASA RP-1097. 1982.
- Blue, Jennifer. . USGS. July 25, 2007  [2007-08-05]. （原始内容存档于2018-12-25）.
- Bussey, B.; Spudis, P. . New York: Cambridge University Press. 2004. ISBN 978-0-521-81528-4.
- Cocks, Elijah E.; Cocks, Josiah C. . Tudor Publishers. 1995. ISBN 978-0-936389-27-1.
- McDowell, Jonathan. . Jonathan's Space Report. July 15, 2007  [2007-10-24]. （原始内容存档于2018-12-25）.
- Menzel, D. H.; Minnaert, M.; Levin, B.; Dollfus, A.; Bell, B. . Space Science Reviews. 1971, 12 (2): 136–186. Bibcode:1971SSRv...12..136M. doi:10.1007/BF00171763.
- Moore, Patrick. . Sterling Publishing Co. 2001. ISBN 978-0-304-35469-6.
- Price, Fred W. . Cambridge University Press. 1988. ISBN 978-0-521-33500-3.
- Rükl, Antonín. . Kalmbach Books. 1990. ISBN 978-0-913135-17-4.
- Webb, Rev. T. W.  6th revised. Dover. 1962. ISBN 978-0-486-20917-3.
- Whitaker, Ewen A. . Cambridge University Press. 1999. ISBN 978-0-521-62248-6.
- Wlasuk, Peter T. . Springer. 2000. ISBN 978-1-85233-193-1.